# Rohan Dennis
Rohan Dennis (Adelaide, 28 de maio de 1990) é um desportista australiano que compete no ciclismo nas modalidades de pista, especialista na prova de perseguição por equipas, e rota. Em rota é bicampeão mundial em contrarrelógio individual e em pista é bicampeão mundial em perseguição por equipas.
Participou em três Jogos Olímpicos de Verão, entre os anos 2012 e 2020, obtendo duas medalhas, prata em Londres 2012, na prova de perseguição por equipas (junto com Jack Bobridge, Glenn O'Shea e Michael Hepburn), e bronze em Tóquio 2020, na corrida de contrarrelógio.
Ganhou quatro medalhas no Campeonato Mundial de Ciclismo em Pista entre os anos 2009 e 2012.
Em estrada seus maiores sucessos incluem uma vitória de etapa na cada uma das Grandes Voltas: Tour de France de 2015, Giro d'Italia de 2018 e Volta a Espanha de 2018, e oito medalhas no Campeonato Mundial de Ciclismo em Estrada, entre os anos 2012 e 2019.

### Vida pessoal
Em maio de 2025, foi condenado a 17 meses de prisão, com pena suspensa, por uma acusação agravada de risco de dano, no acidente que causou a morte da sua mulher Melissa Hoskins. No dia do acidente, em 30 de dezembro de 2003, Dennis saiu de casa após uma discussão com a mulher, para se acalmar e voltarem a falar mais tarde, mas a mulher deitou-se no capô do carro, enquanto o ex-ciclista continuou a conduzir a cerca de 20 km/h, durante 10 segundos, percorrendo 75 metros. A mulher caiu do capô e Dennis atropelou-a acidentalmente. A vítima morreu num hospital de Adelaide devido aos ferimentos graves sofridos.

## Medalheiro internacional

### Ciclismo em pista
| Jogos Olímpicos    | Jogos Olímpicos            | Jogos Olímpicos  | Jogos Olímpicos         |
| Ano                | Lugar                      | Medalha          | Competição              |
| ------------------ | -------------------------- | ---------------- | ----------------------- |
| 2012               | Londres ( Reino Unido)     | Medalha de prata | Perseguição por equipas |
| Campeonato Mundial |                            |                  |                         |
| Ano                | Lugar                      | Medalha          | Competição              |
| 2009               | Pruszków ( Polónia)        | Medalha de prata | Perseguição por equipas |
| 2010               | Ballerup ( Dinamarca)      | Medalha de ouro  | Perseguição por equipas |
| 2011               | Apeldoorn ( Países Baixos) | Medalha de ouro  | Perseguição por equipas |
| 2012               | Melbourne ( Austrália)     | Medalha de prata | Perseguição por equipas |

### Ciclismo em estrada
| Jogos Olímpicos    | Jogos Olímpicos             | Jogos Olímpicos   | Jogos Olímpicos            |
| Ano                | Lugar                       | Medalha           | Competição                 |
| ------------------ | --------------------------- | ----------------- | -------------------------- |
| 2020               | Tóquio ( Japão)             | Medalha de bronze | Contrarrelógio             |
| Campeonato Mundial |                             |                   |                            |
| Ano                | Lugar                       | Medalha           | Competição                 |
| 2012               | Valkenburg ( Países Baixos) | Medalha de prata  | Contrarrelógio sub-23      |
| 2014               | Ponferrada ( Espanha)       | Medalha de ouro   | Contrarrelógio por equipas |
| 2015               | Richmond ( Estados Unidos)  | Medalha de ouro   | Contrarrelógio por equipas |
| 2016               | Doha ( Catar)               | Medalha de prata  | Contrarrelógio por equipas |
| 2017               | Bergen ( Noruega)           | Medalha de prata  | Contrarrelógio por equipas |
| 2018               | Innsbruck ( Áustria)        | Medalha de ouro   | Contrarrelógio             |
| 2018               | Innsbruck ( Áustria)        | Medalha de bronze | Contrarrelógio por equipas |
| 2019               | Yorkshire ( Reino Unido)    | Medalha de ouro   | Contrarrelógio             |

## Palmarés

### Palmarés em pista
- 2009
  -  Medalha de prata no Campeonato Mundial Perseguição por Equipas

- 2010
  -   Campeonato Mundial Perseguição por Equipas (com Jack Bobridge, Michael Hepburn e Cameron Meyer)
  -   Campeonato da Austrália de perseguição por equipas (com Jack Bobridge, Dale Parker e James Glasspool)

- 2011
  -   Campeonato Mundial Perseguição por Equipas (com Jack Bobridge, Michael Hepburn e Luke Durbridge)
  -   Campeonato da Austrália de perseguição por equipas (com Glenn O'Shea, Alexander Edmondson e Damien Howson)

- 2012
  -  Medalha de prata no Campeonato Mundial Perseguição por Equipas
  -  Medalha de prata nos Jogos Olímpicos Perseguição por Equipas (com Michael Hepburn, Jack Bobridge e Glenn O'Shea)

- 2015
  - Recorde da hora

### Palmarés em estrada
| - 2012 - 1 etapa do Tour de Olympia - Tour de Thüringe, mais 1 etapa - Memorial Davide Fardelli - Chrono Champenois - 2.º no Campeonato Mundial Contrarrelógio sub-23 - 2013 - 2.º no Campeonato da Austrália Contrarrelógio - Tour de Alberta, mais 1 etapa - 2014 - 1 etapa do Volta à Califórnia - 2015 - 2.º no Campeonato da Austrália Contrarrelógio - Tour Down Under, mais 1 etapa - 1 etapa do Tour de France - USA Pro Cycling Challenge, mais 2 etapas - 2016 - Campeonato da Austrália Contrarrelógio - 1 etapa do Volta à Califórnia - 1 etapa da Volta à Grã-Bretanha - 1 etapa do Eneco Tour - 2017 - Campeonato da Austrália Contrarrelógio - Tour La Provence - 1 etapa da Tirreno-Adriático - 1 etapa do Tour dos Alpes - 2 etapas da Volta à Suíça | - 2018 - Campeonato da Austrália Contrarrelógio - 1 etapa do Tour de Abu Dhabi - 1 etapa da Tirreno-Adriático - 1 etapa do Giro d'Italia - 2 etapas da Volta a Espanha - Campeonato Mundial Contrarrelógio - 2019 - 2.º no Campeonato da Austrália Contrarrelógio - 1 etapa da Volta à Suíça - Campeonato Mundial Contrarrelógio - 2020 - 2.º no Campeonato da Austrália Contrarrelógio - 2021 - 1 etapa da Volta à Catalunha - 1 etapa do Volta à Romandia - 3.º no Campeonato Olímpico Contrarrelógio - 2022 - Campeonato da Austrália Contrarrelógio |

## Resultados em Grandes Voltas e Campeonatos do Mundo
Durante a sua carreira desportiva tem conseguido os seguintes postos nas Grandes Voltas e nos Campeonatos do Mundo em estrada:
| Corrida                | Corrida                | 2010 | 2011 | 2012 | 2013 | 2014 | 2015  | 2016 | 2017 | 2018 | 2019 | 2020 | 2021 | 2022 |
| ---------------------- | ---------------------- | ---- | ---- | ---- | ---- | ---- | ----- | ---- | ---- | ---- | ---- | ---- | ---- | ---- |
|                        | Giro d'Italia          | —    | —    | —    | —    | —    | —     | —    | Ab.  | 16.º | —    | 35.º | —    | —    |
|                        | Tour de France         | —    | —    | —    | Ab.  | —    | 101.º | Ab.  | —    | —    | Ab.  | —    | —    | —    |
|                        | Volta a Espanha        | —    | —    | —    | —    | 84.º | —     | —    | Ab.  | Ab.  | —    | —    | —    | —    |
| Mundial em Estrada     | Mundial em Estrada     | —    | —    | —    | Ab.  | Ab.  | —     | —    | —    | Ab.  | Ab.  | —    | —    | —    |
| Mundial Contrarrelógio | Mundial Contrarrelógio | —    | —    | —    | 12.º | 5.º  | 6.º   | 6.º  | 8.º  | 1.º  | 1.º  | 5.º  | —    | —    |

—: não participa

Ab.: abandono

## Equipas
- Jayco-Skins (2010)
- Rabobank Development Team (2011)
- Jayco-AIS (2012)
- Garmin Sharp (2013-2014)[7]
- BMC Racing Team (2014[8]-2018)
- Bahrain Merida Pro Cycling Team (2019)[9]
- INEOS[10] (2020-2021)
  - Team INEOS (01.2020-08.2020)
  - Ineos Grenadiers (08.2020-2021)
- Team Jumbo-Visma (2022-)